# June Buchanan
June Buchanan (21 de junho de 1887 – 31 de maio de 1988) foi uma educadora americana e co-fundadora do Alice Lloyd College em Pippa Passes, Kentucky.

## Início da vida
De acordo com o livro de P. David Searles, A College for Appalachia, Buchanan nasceu no interior do estado de Nova York em 1886 e cresceu na Morávia. O obituário publicado pela Associated Press em junho de 1988, no entanto, afirmava que ela morrera aos 100 anos, e o Índice de Mortalidade da Previdência Social registrava sua data de nascimento como 21 de junho de 1887. Esta data de nascimento é confirmada por sua sobrinha-neta, Eleanor Gibney de St. John, Ilhas Virgens. Os pais de June Buchanan, Frank Buchanan e Julia McCormick Buchanan, vieram de pequenas cidades perto de Syracuse.

## Educação
Buchanan se formou na Syracuse University em 1913 com um diploma em ciências. Depois de lecionar em Groton, Nova York, ela fez pós-graduação no Wellesley College, com foco em artes liberais. Enquanto estava em Wellesley, ela encontrou outros estudantes que ouviram falar dos esforços de Alice Spencer Geddes Lloyd para educar crianças nas Montanhas Apalaches do Condado de Knott, Kentucky.

## Carreira
Em janeiro de 1919, ela chegou a Pippa Passes para ajudar os esforços de Lloyd no Caney Creek Community Center. Em 1923, ela e Lloyd fundaram o Caney Junior College, que seria renomeado Alice Lloyd College após a morte de Lloyd em 1962. Em 1976, um prédio do campus, o June Buchanan Alumni Center, foi nomeado em sua homenagem.:137 Buchanan mais tarde tornou-se prefeito de Pippa Passes. A escola preparatória K-12 da faculdade, June Buchanan School, foi nomeada em sua homenagem em 1984.

## Morte e legado
Buchanan continuou a servir a faculdade até sua morte em maio de 1988. Ela morreu em um hospital na cidade de Martin, no condado vizinho de Floyd. Além da June Buchanan School e do June Buchanan Alumni Center nomeado em sua homenagem, a June Buchanan Medical Clinic, uma clínica de saúde comunitária de propriedade e operada pelos Centros de Excelência em Saúde Rural da Universidade de Kentucky , está localizada em Hindman, a sede do condado de Knott County.